# 聖尼古拉斯主教座堂 (別爾斯科-比亞瓦)

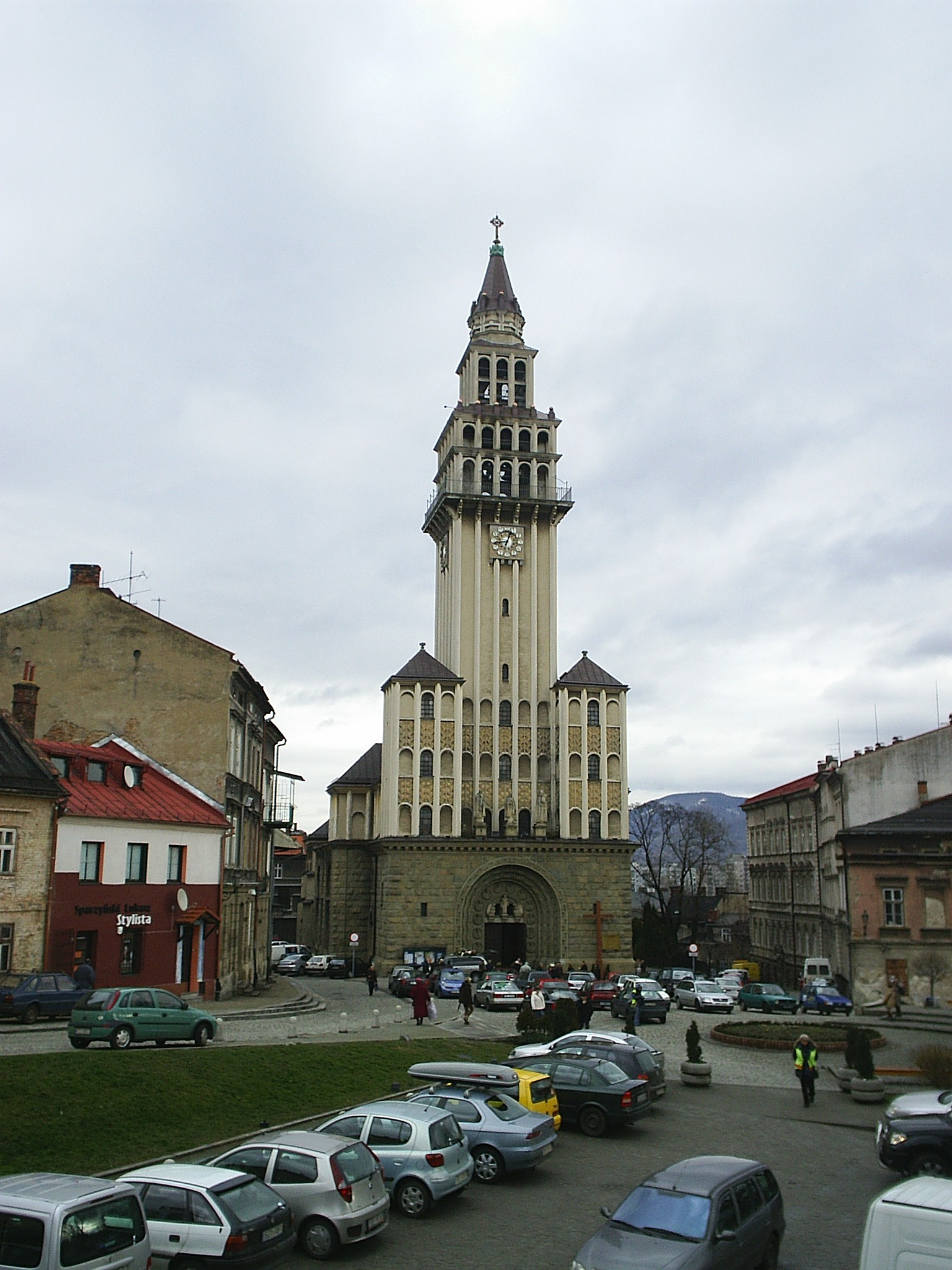
聖尼古拉斯主教座堂

聖尼古拉斯主教座堂（波蘭語：Kościół katedralny św. Mikołaja）是波蘭西里西亞省城市別爾斯科-比亞瓦的一座羅馬天主教的主教座堂。教堂始建於1443年至1447年，在20世紀初幾乎完全重建。教堂的尖塔高61米，是這一地區的地標建築。